# Nikola Petkov

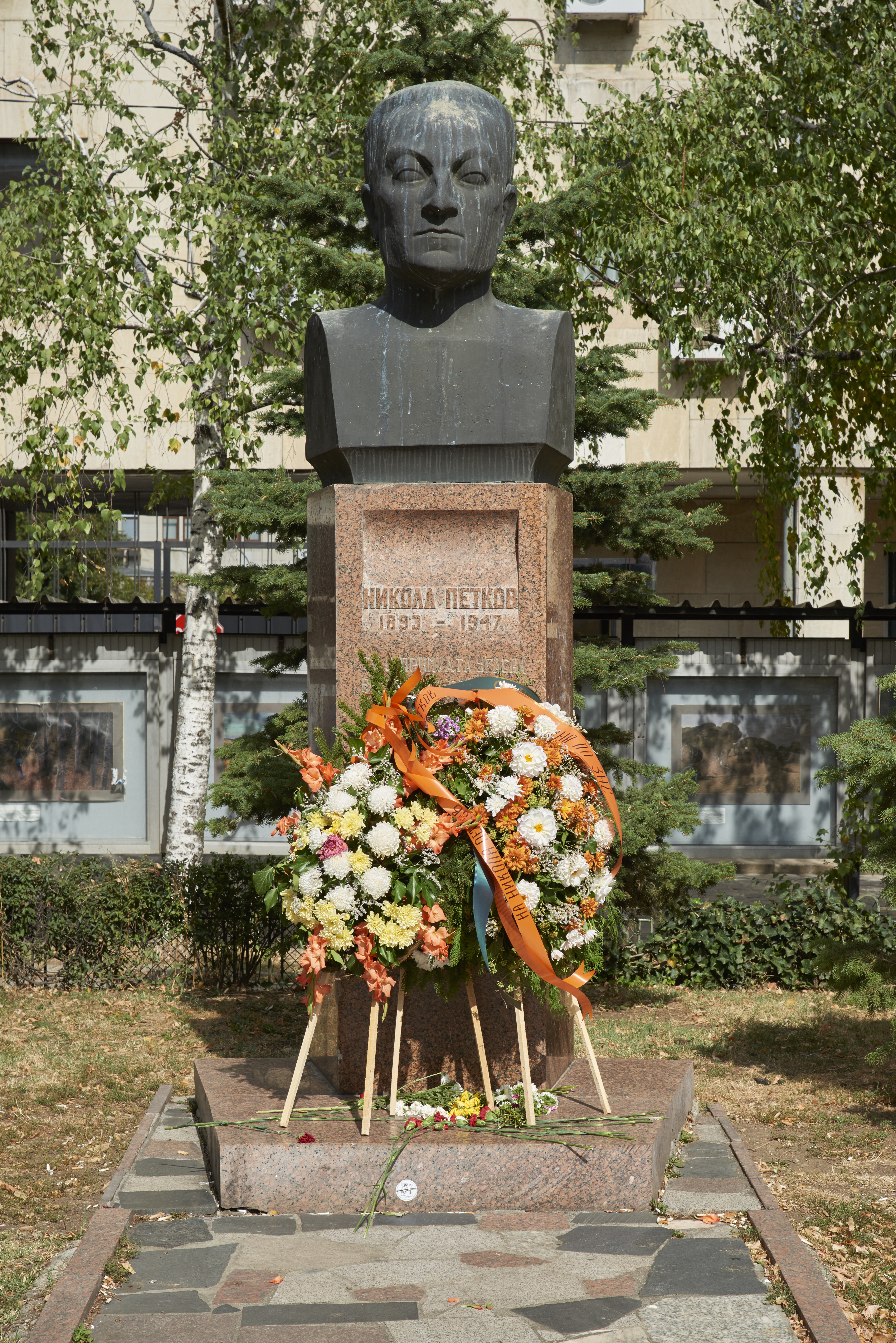
Buste van Nikola Petkov in Sofia

Nikola Dimitrov Petkov (Bulgaars: Никола Димитров Петков) (Sofia, 8 juli 1893 – aldaar, 23 september 1947) was een Bulgaars politicus. Hij was een zoon van de in 1907 vermoorde premier Dimitar Petkov en lid van de Bulgaarse Agrarische Nationale Unie (BANU). 
In de jaren dertig was Petkov secretaris van een mensenrechtencomité. 
Petkov sloot zich tijdens de Tweede Wereldoorlog aan bij de verzetsbeweging van het Vaderlands Front (VF). Het VF kwam in september 1944 na een staatsgreep tegen het pro-Duitse bewind in Sofia aan de macht. Sindsdien was Petkov parlementslid voor de BANU in de Nationale Vergadering. De nieuwe VF-regering werd snel gedomineerd door de Bulgaarse Communistische Partij (BKP), die steeds meer macht naar zich toe trok. Aanvankelijk werkte de BKP samen met de linkervleugel van de BANU die onder leiding van Gemeto Dimitrov stond. Gemeto Dimitrov (ook wel 'G.M.' genoemd) werd echter in 1946 na een lastercampagne gedwongen om uit te wijken naar het buitenland. Petkov werd nu de leider van de linkervleugel van de BANU. Net als Gemeto, hoopte Petkov dat de Westerse geallieerden zouden ingrijpen wanneer de democratie in Bulgarije gevaar liep. Wat hij niet wist, was dat de geallieerden tijdens de oorlog hadden bepaald dat de meeste invloed in Bulgarije naar de Russen (= communisten) zou gaan. 
In 1947 kwam er een scheuring in de linkervleugel van de BANU. Eén groep koos voor samenwerking met de BKP, de andere groep, die van Petkov, ging in de oppositie. De communistische lastercampagne bracht hem niet op de knieën. Uiteindelijk werd hij tijdens een bijeenkomst van het parlement gearresteerd. 
Petkov werd ter dood veroordeeld na een schijnproces. Premier Georgi Dimitrov – wiens vrijlating Petkov in de jaren dertig als secretaris van een mensenrechtencomité bepleitte, na diens aanhouding na de Rijksdagbrand in Berlijn – kon dit vonnis omzetten in een gevangenisstraf, hetgeen hij echter niet deed. Petkov werd terechtgesteld. De laatste christelijke sacramenten werden hem geweigerd.